# 热振·益西楚臣
热振·益西楚臣（藏語：ཡེ་ཤེས་ཚུལ་ཁྲིམས，威利转写：ye shes tshul khrims，？—1993年12月），西藏人，藏族学者，第五世热振活佛热振·图旦绛白益西丹巴坚赞的曲本堪布:11-12，西藏自治区第六届人民代表大会常务委员会委员。

## 生平
1947年，第五世热振活佛热振·图旦绛白益西丹巴坚赞遇害，益西楚臣到内地为其申冤。1949年12月2日，益西楚臣到青海西宁，向人民解放军控诉帝国主义者破坏西藏内部团结的罪行，要求迅速解放西藏。同年加入中国人民解放军。
益西楚臣曾任西藏自治区档案馆顾问、西藏自治区政治协商会议常务委员会委员、西藏自治区第六届人民代表大会常务委员会委员。
1993年12月，热振·益西楚臣病故。